# Капская сипуха
Капская сипуха (лат. Tyto capensis) — вид птиц семейства сипуховых. Подвидов не выделяют.

## Описание
Капская сипуха имеет длину от 32 до 42 см; самцы весят от 370 до 488 г, а самки — от 431 до 536 г. Ноги длинные. Верхняя сторона тела коричневая с тонкими белыми пятнами. Крылья очень длинные, в то время как хвост относительно короткий. Нижняя сторона тела белая с маленькими тёмными пятнами.
Имеется половой диморфизм: самки намного крупнее самцов. Он является следствием разницы между стратегиями охоты и эффективностью высиживания.

## Распространение
Областью распространения этого вида является Африка к югу от Сахары. Самые северные популяции находятся на Эфиопском нагорье, самые южные – в Капской провинции Южно-Африканской Республики; помимо этого, её ареал простирается с юга Конго до севера Анголы. Также изолированная популяция встречается в Камеруне.
Жизненное пространство капской сипухи — это влажные степи и открытые саванны вплоть до высоты 3 200 м над уровнем моря.

## Образ жизни
Капская сипуха активна преимущественно ночью. Охотится в ранние утренние и поздние вечерние часы только в условиях недостатка пищи. Обычно проводит время на земле в высокой траве, при этом часто прижимает траву к земле. Таким образом сипуха строит в траве туннели длиной несколько метров. Питается преимущественно мелкими млекопитающими весом до 100 г, которых птица ловит чаще на земле. Кроме того, она питается летучими мышами, насекомыми и мелкими птицами, которых бьёт, как на земле, так и в воздухе.
Время размножения — с декабря по август с апогеем с февраля по апрель. Размер участка зависит от ассортимента питания и численности популяции. Сипуха гнездится на земле, используя преимущественно созданные ею травянистые туннели как место для гнезда. В кладке от 2 до 4 белых яиц. Насиживает только самка. Период инкубации составляет от 32 до 42 дней. Первые 10 дней птенцов кормит только самка, причём самец приносит добычу и передает её самке. Затем самец всё больше непосредственно участвует в кормлении птенцов. Первые попытки полёта молодые птицы предпринимают в возрасте примерно 7 недель. Они остаются в семейном союзе ещё примерно 3 недели до тех пор, пока не станут независимыми.